# 缅甸双盖蕨
缅甸双盖蕨（学名：Diplazium burmanicum）为蹄盖蕨科双盖蕨属下的一个种。

## 扩展阅读
維基物種上的相關：缅甸双盖蕨